# Raz och Jargalan
Raz och Jargalan (persiska: شهرستان راز و جرگلان, Shahrestan-e Raz va Jargalan) är en delprovins (shahrestan) i Iran. Den ligger i provinsen Nordkhorasan, i den nordöstra delen av landet, vid gränsen mot Turkmenistan. Administrativt centrum är staden Raz.
Raz och Jargalan hade 59 210 invånare vid folkräkningen 2016.